# Museo de UTE
El Museo de UTE  es un museo dedicado a la historia de la Administración Nacional de Usinas y Trasmisiones Eléctricas en el cual se exponen diversos elementos vinculados a la historia del ente, como también a la historia de la industria energética y telefónica  del país. El mismo se encuentra en el Centro de Montevideo, sobre la calle Julio Herrera y Obes.

## Acervo
En su colección se muestra parte de la historia eléctrica del país y la conservación de piezas y herramientas  antiguas, también se destaca una lámpara incandescente la cual data de  1879. 